# Wendfeld (Winenvelde)
Wendfeld, ursprünglich Winenvelde, ist eine Ortswüstung im Bereich des Höhenzuges Hube nordöstlich von Einbeck im Landkreis Northeim.
Etwa einen Kilometer östlich des ehemaligen Hubeturms, im sogenannten Wendfeld, befand sich die erstmals 1224 erwähnte Siedlung Winenvelde. Später wurde auf dieser Flur von Zisterziensermönchen des Klosters Amelungsborn ein Wirtschaftshof betrieben, der in Urkunden des 15. Jahrhunderts als Abtshof benannt wurde. 1421 übernahmen die Mönche des Einbecker Augustinerklosters diesen Abtshof und erweiterten damit ihren Landbesitz nördlich der Hube, welcher als Mönchelieth bezeichnet wurde und bis zu dem Dorf Holtershausen reichte. Im Zuge der Reformation kam es schließlich zur Auflösung des Klosterbesitzes. In der Folge entbrannte ein Rechtsstreit zwischen der Stadt Einbeck und dem Amt Greene um die Nutzungsrechte der Ländereien auf der Hube. Dieser wurde erst 1620 beigelegt, als ein Teil des Wendfeldes aus dem Amt Greene herausgelöst und für 6500 Taler an die Stadt Einbeck verkauft wurde.
Das nach Norden erweiterte Stadtgebiet wurde mit einer zusätzlichen Landwehr umgeben. Dies führt zu der Besonderheit, dass ein dortiges Waldstück, heute Märchenwald Einbeck genannt, allseits von Landwehren, darunter der Einbecker Landwehr, eingeschlossen ist.